# Taibugha
Taibugha fou un kan mongol que hauria governat el Kanat de Sibèria. Era fill d'On Khan, el primer kan independent de Sibèria, i aparentment no era un genguiskànida. La seva fama deriva del fet que va donar el seu nom a la nissaga, els taibúguides, alguns dels quals van governar a Sibèria alternant amb kans xibànides.